# Uniquement avec ton partenaire
Pour plus de détails, voir Fiche technique et Distribution.
Uniquement avec ton partenaire (Sólo con tu pareja) est un film mexicain réalisé par Alfonso Cuarón, sorti en 1991.
En juillet 1994, le film est inclus dans la liste établie par la revue Somos des 100 meilleurs films mexicains de tous les temps.

## Synopsis
Tomás, célibataire qui aime séduire les femmes travaille dans la publicité[Laquelle ?]. Il a une liaison avec sa patronne Gloria. Après avoir rendu visite à son médecin Mateo, voisin et ami, il découvre sa nouvelle infirmière Silvia et tombe immédiatement sous son charme. Il entame une liaison avec elle aussi. Lorsque Silvia découvre que Tomás a aussi une liaison avec Gloria, elle altère les résultats de ses analyses de sang faisant apparaître qu'il est atteint du sida ! Entre-temps, il tombe amoureux de sa voisine Clarisa, une hôtesse de l'air fiancée à un pilote, Carlos.
Dépité et abattu par son sort, il décide de se suicider. Au moment de passer à l'acte, Clarisa débarque et lui annonce, désespérée, qu'elle a trouvé Carlos au lit avec une autre femme. Elle veut mettre fin à ses jours aussi. Tous deux décident de mettre un plan d'action : aller à la Torre Latinoamericana et sauter du haut de la falaise[pas clair]. Tomás laisse un message vocal à son ami Mateo et dans la nuit, se mettent en route. Lors d'une soirée entre amis, Mateo reçoit le message de Tomás, et se précipite à la Torre avec tout son groupe d'amis, y compris sa femme Teresa, Carlos et Silvia.
Au sommet de la falaise, Tomás annonce à Clarisa qu'il l'aime mais qu'il ne peut plus continuer parce qu'il a le sida. Elle lui répond qu'ils sont tous les deux sur le point de mourir, donc que cela n'a plus d'importance. Ils s'adonnent à un acte sexuel charnel. Silvia annonce que le test sanguin était faux et au lieu de se suicider, les amoureux décident de se marier.

## Fiche technique
- Titre français : Uniquement avec ton partenaire
- Titre original : Sólo con tu pareja
- Réalisation : Alfonso Cuarón
- Scénario : Alfonso Cuarón et Carlos Cuarón
- Photographie : Emmanuel Lubezki
- Musique : Carlos Warman
- Pays d'origine :  Mexique
- Genre : Comédie romantique
- Date de sortie : 1991

## Distribution
- Daniel Giménez Cacho : Tomás
- Claudia Ramírez : Clarisa Negrete
- Luis de Icaza : Mateo
- Astrid Hadad : Teresa de Teresa
- Dobrina Liubomirova : Silvia Silva
- Isabel Benet : Gloria Gold
- Regina Orozco : Mrs. Dolores
- Ariel López Padilla : Groom